# الدوائر المتعامدة

ثلاث دوائر متعامدة متبادلة

الدوائر المتعامدة توصف الدائرتان في الهندسة الرياضية بأنهما متعامدتان إذا تعامدت خطوط المماسات الخاصة بهما عند نقاط التقاطع (تلتقيان بـزاوية قائمة).
يمر الخط المستقيم عبر مركز الدائرة ويتعامد عليها. وإذا عُدَّت الخطوط المستقيمة نوعًا من الدوائر المعممة، كما يحدث في الهندسة العكسية، يمثل الزوج المتعامد من الخطوط أو الخط والدائرة دوائر معممة متعامدة.
يمثل كل جيوديسي في نموذج القرص المطابق للمستوى الزائدي قوسًا لدائرة معممة متعامدة على دائرة النقاط المثالية التي تحد القرص.